# Apotistatus leucostictus
Apotistatus leucostictus är en fjärilsart som beskrevs av Walsingham 1904. Apotistatus leucostictus ingår i släktet Apotistatus och familjen stävmalar. Inga underarter finns listade i Catalogue of Life.